# 제42회 일본 중의원 의원 총선거
 제42회 중의원의원 총선거는 2000년 6월 25일에 행해진 일본 중의원의원 선거이다.

## 선거 데이터

### 내각
- 제1차 모리 내각

### 해산일
- 2000년 6월 2일

### 해산명
- 신의 나라 해산

### 공시일
- 2000년 6월 13일

### 투표일
- 2000년 6월 25일

### 개선수
- 480

소선거구 - 300 비례 대표선거구 - 180 ※비례 대표 선거구의 정수 20 삭감

### 선거 제도
- 소선거구 비례 대표 병립제

### 후보자수
| 당파        | 후보 자 수 | 소선거 거구 | 비례 대표 | 비례 대표 | 비례 대표 | 선거전 세력 |
| 당파        | 후보 자 수 | 소선거 거구 | 합계      | (중복)    | 단독      | 선거전 세력 |
| ----------- | ---------- | ----------- | --------- | --------- | --------- | ----------- |
| 자유민주당  | 337        | 271         | 326       | (260)     | 66        | 271         |
| 민주당      | 262        | 242         | 259       | (239)     | 20        | 95          |
| 공명당      | 74         | 18          | 63        | (7)       | 56        | 42          |
| 일본공산당  | 332        | 300         | 66        | (34)      | 32        | 26          |
| 자유당      | 75         | 61          | 72        | (58)      | 14        | 18          |
| 보수당      | 19         | 16          | 3         | (0)       | 3         | 18          |
| 사회민주당  | 76         | 71          | 76        | (71)      | 5         | 14          |
| 개혁 클럽   | 4          | 4           | -         | -         | -         | 5           |
| 무소속의 회 | 11         | 9           | 2         | (0)       | 2         | 4           |
| 자유 연합   | 126        | 123         | 33        | (30)      | 3         | 1           |
| 제파        | 9          | 5           | 4         | (0)       | 4         | 1           |
| 무소속      | 79         | 79          | -         | -         | -         | 4           |
| 합계        | 1,404      | 1,199       | 904       | (699)     | 205       | 499         |

- 선거전 제파의 1 의석은 신당 사키가케의 의원이지만, 신당 사키가케는 후보를 1명도 옹립하고 있지 않다. 또, 제파의 비례 대표구의 입후보자는 사회당의 입후보자이다.

### 동일 실시의 선거등
- 국민투표
  - 제18회 최고재판소 재판관 국민 심사
- 참의원의원 보궐 선거 : 이시카와현 선거구·미에현 선거구·에히메현 선거구

## 주된 쟁점
- 정권(자공보연립)유지 여부
- 경기 회복
- 재정 재건

## 선거 결과

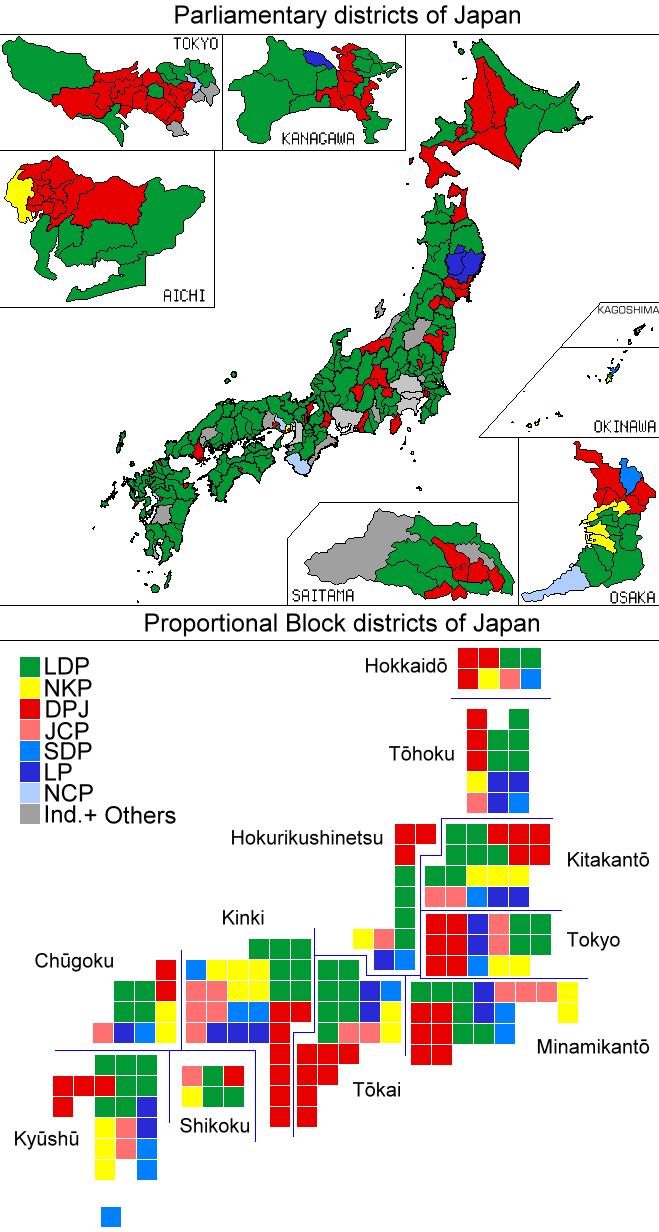
자민당：■, 민주당：■, 공명당：■, 자유당：■, 사민당：■, 보수당：■, 기타·무소속：■

### 투표율
이 선거로부터 투표 시간은 2시간 연장되었다.
- 소선거구 64.45% (＋4.8pp)
  - 유권자수：97,680,719
  - 투표자수：58,262,930
- 비례구 62.49% (＋2.87pp) ※자치부 집계
  - 유권자수：97,680,719
  - 투표자수：58,239,414

### 당파별 획득 의석
| 정당              | 정당              | 지역구      | 지역구 | 지역구 | 지역구 | 지역구 | 비례대표    | 비례대표 | 비례대표 | 비례대표 | 비례대표 | 합계 | 합계 |
| 정당              | 정당              | 득표수      | %      | ±      | 의석수 | ±      | 득표수      | %        | ±        | 의석수   | ±        | 의석 | ±    |
| ----------------- | ----------------- | ----------- | ------ | ------ | ------ | ------ | ----------- | -------- | -------- | -------- | -------- | ---- | ---- |
|                   | 자유민주당        | 24,945,807  | 40.97  | +2.34  | 177    | +8     | 16,943,425  | 28.31    | –4.45    | 56       | –14      | 233  | –6   |
|                   | 공명당            | 1,231,753   | 2.02   | +2.02  | 7      | +7     | 7,762,032   | 12.97    | +12.97   | 24       | +24      | 31   | +31  |
|                   | 보수신당          | 1,230,464   | 2.02   | +2.02  | 7      | +7     | 247,334     | 0.41     | +0.41    | 0        | ±0       | 7    | +7   |
|                   | 개혁 클럽         | 203,736     | 0.33   | +0.33  | 0      | ±0     |             |          |          |          |          | 0    | ±0   |
| 여당              | 여당              | 27,611,760  | 45.35  | +6.71  | 191    | +22    | 24,952,791  | 41.70    | +8.93    | 80       | +10      | 271  | +32  |
|                   | 민주당            | 16,811,732  | 27.61  | +27.61 | 80     | +80    | 15,067,990  | 25.18    | +25.18   | 47       | +47      | 127  | +127 |
|                   | 자유당            | 2,053,736   | 3.37   | +3.37  | 4      | +4     | 6,589,490   | 11.01    | +11.01   | 18       | +18      | 22   | +22  |
|                   | 일본 공산당       | 7,352,844   | 12.08  | –0.47  | 0      | –2     | 6,719,016   | 11.23    | –1.85    | 20       | –4       | 20   | –6   |
|                   | 사회민주당        | 2,315,235   | 3.80   | +1.61  | 4      | ±0     | 5,603,680   | 9.36     | +2.98    | 15       | +4       | 19   | +4   |
|                   | 무소속의 회       | 652,138     | 1.07   | +2.02  | 5      | +5     | 151,345     | 0.25     | +0.25    | 0        | ±0       | 5    | +5   |
|                   | 기타              | 1,117,957   | 1.84   | –0.46  | 1      | ±0     | 760,289     | 1.27     | –1.31    | 0        | ±0       | 1    | ±0   |
|                   | 무소속            | 2,967,069   | 4.87   | +0.43  | 15     | +6     |             |          |          |          |          | 15   | +6   |
| 유효              | 유효              | 60,882,471  | 97.02  |        |        |        | 59,844,601  | 95.36    |          |          |          |      |      |
| 기권/무효         | 기권/무효         | 1,881,769   | 2.98   |        |        |        | 2,913,227   | 4.64     |          |          |          |      |      |
| 합계              | 합계              | 58,262,930  | 100    | 0      | 300    | 0      | 58,239,414  | 100      | 0        | 180      | –20      | 480  | –20  |
|                   |                   |             |        |        |        |        |             |          |          |          |          |      |      |
| 등록유권자/투표율 | 등록유권자/투표율 | 100,492,328 | 62.49  |        |        |        | 100,433,798 | 62.45    |          |          |          |      |      |

- 선거전의 의원 정수는500 의석(소선거구 300 의석, 비례대표 200 의석)이었지만, 비례대표 의석이 20 의석 삭감되었다.
- 득표수에 관한 출전
  - 통계국 홈 페이지/제27장 공무원·선거
  - 제42회 중의원의원 총선거 결과

선거전으로 1명 있던 제파의 의원은신당 사키가케의 의원이지만, 신당 사키가케는 후보를 1명도 옹립하지 않았다. 또, 제파의 비례 대표구의 득표는 사회당의 득표이다.
| 당파        | 합계 | 소선거구 | 소선거구 | 소선거구 | 소선거구 | 소선거구 | 비례 대표 | 비례 대표 | 비례 대표 | 비례 대표 | 비례 대표 | 비례 대표 |
| 당파        | 합계 | 계       | 전       | 원       | 신       | 녀       | 계        | 전        | 원        | 신        | 녀        | (부활)    |
| ----------- | ---- | -------- | -------- | -------- | -------- | -------- | --------- | --------- | --------- | --------- | --------- | --------- |
| 자유민주당  | 233  | 177      | 154      | 4        | 19       | 4        | 56        | 47        | 1         | 8         | 4         | (7)       |
| 민주당      | 127  | 80       | 49       | 5        | 26       | 3        | 47        | 26        | 4         | 17        | 3         | (30)      |
| 공명당      | 31   | 7        | 7        | 0        | 0        | 0        | 24        | 21        | 2         | 1         | 3         | (2)       |
| 자유당      | 22   | 4        | 3        | 0        | 1        | 0        | 18        | 8         | 4         | 6         | 1         | (14)      |
| 일본공산당  | 20   | 0        | 0        | 0        | 0        | 0        | 20        | 15        | 1         | 4         | 4         | (12)      |
| 사회민주당  | 19   | 4        | 3        | 0        | 1        | 3        | 15        | 3         | 0         | 12        | 7         | (14)      |
| 보수당      | 7    | 7        | 7        | 0        | 0        | 1        | 0         | 0         | 0         | 0         | 0         | (0)       |
| 무소속의 회 | 5    | 5        | 4        | 0        | 1        | 1        | 0         | 0         | 0         | 0         | 0         | (0)       |
| 자유 연합   | 1    | 1        | 0        | 1        | 0        | 0        | 0         | 0         | 0         | 0         | 0         | (0)       |
| 무소속      | 15   | 15       | 4        | 1        | 10       | 1        | -         | -         | -         | -         | -         | -         |
| 합계        | 480  | 300      | 231      | 11       | 58       | 13       | 180       | 120       | 12        | 48        | 22        | (79)      |

괄호는 소선거구에서는 낙선했지만 비례대표구에서 당선된 당선자수.

### 정당
- 자유민주당 - 233 의석

총재
모리 요시로
간사장
 노나카 히로무
총무회장
 이케다 유키히코
정무 조사회장
 가메이 시즈카
국회 대책 위원장
 코가 마코토
참의원의원 회장
 무라카미 마사쿠니

#### 파벌
- 헤이세이 연구회( 구오부치파)：61명
- 굉지회(카토파)：45명
- 키요카즈 정책 연구회(모리파)：39명
- 지수회(에토·카메이파)：36명
- 가까운 미래 정치 연구회(야마자키파)：19명
- 반초 정책 연구소( 구가와모토파)：12명
- 참다운 용기회(코노 그룹)：12명
- 무소속벌:11인

- 공명당 - 31 의석

대표
간자키 다케노리
대표 대행
 하마요츠 토시코
부대표
 사카구치 치카라
 츠루오카 히로시
간사장
 후유시바 테츠조
정무 조사회장
 키타가와 카즈오
국회 대책 위원장
 쿠사카와 쇼우조우
참의원의원 회장
 츠루오카 히로시
상임 고문
 이시다행시로
 이치카와 유이치
 후지이 토미오
- 보수당 - 7 의석

당수(겸참의원의원 회장)
오오기 치카게
간사장
 노다 타케시
정무 조사회장
 이노우에 키이치
국회 대책 위원장
 니카이 토시히로
최고고문
 가이후 도시키
- 민주당 - 127 의석

대표
하토야마 유키오
부대표
 이시이 하지메
 이토 에이세이
 이와쿠니 테츤도
 요코미치 타카히로
간사장
 하타 쓰토무
정책 조사회장
 간 나오토
국회 대책 위원장
 가와바타 다쓰오
참의원의원 회장
 쿠보 와타루
- 자유당 - 22 의석

당수
오자와 이치로
간사장(겸정책 조사회장겸국회 대책 위원장)
 후지이 히로히사
참의원의원 회장
 타무라 히데아키
- 일본공산당 - 20 의석

위원장
후와 테츠조
부위원장
 이시이 이쿠코
 우에다 코이치로
 청도홍
 야마하라 켄지로우
서기국장
 시이 카즈오
정책 위원회 책임자
 후데사카 히데요
국회 대책 위원장
 코쿠타 케이지
참의원의원 단장
 요시오카 요시노리
- 사회민주당 - 19 의석

당수
도이 다카코
부당수
 이토 시게루
 쿠사카베 키요코
 야마구치학남
간사장
 후치가이 사다오
정책 심의회장
 하마다 켄이치
국회 대책 위원장
 나카니시 세키스케
참의원의원 회장
 카지와라 케이기
- 무소속의 회 - 5 의석

대표
시이나 모토오
간사장
 마츠오카 마스오
- 자유 연합 - 1 의석

대표
토쿠다 토라오
간사장
 이시이 이치지
정책 심의회장
 코이즈미신일
- 기타, 정당으로서 개혁 클럽이, 비례구에 정치단체로서사회당이 입후보 했지만 의석을 획득할 수 없었다.

## 의원

### 이 선거로 소선거구 당선
자민당   민주당   공명당   자유당   사민당   보수당   제파   무소속 
| 홋카이도   | 1구  | 요코미치 타카히로 | 2구  | 요시카와 타카모리     | 3구  | 아라이 사토시     | 4구  | 사토 시즈오         | 5구  | 마치무라 노부타카 | 홋카이도        |
| 홋카이도   | 6구  | 사사키 히데노리   | 7구  | 카네타 에이코우       | 8구  | 하치로 요시오     | 9구  | 하토야마 유키오     | 10구 | 코다이라 타다마사 | 홋카이도        |
| 홋카이도   | 11구 | 나카가와 쇼이치   | 12구 | 타케베 츠토무         | 13구 | 키타무라 나오토   |      |                     |      |                   | 홋카이도        |
| 아오모리현 | 1구  | 츠시마 유지       | 2구  | 미무라 신고           | 3구  | 오시마 다다모리   | 4구  | 키무라 타로         |      |                   | 토호쿠          |
| 이와테현   | 1구  | 닷소 다쿠야       | 2구  | 스즈키 슌이치         | 3구  | 키카와다 토오루   | 4구  | 오자와 이치로       |      |                   | 토호쿠          |
| 미야기현   | 1구  | 콘노 아즈마       | 2구  | 카마타 사유리         | 3구  | 미츠즈카 히로시   | 4구  | 이토 소이치로       | 5구  | 아즈미 쥰         | 토호쿠          |
| 미야기현   | 6구  | 오오이시 마사미츠 |      |                       |      |                   |      |                     |      |                   | 토호쿠          |
| 아키타현   | 1구  | 후타다 코지       | 2구  | 노로타 호세이         | 3구  | 무라오카 카네조   |      |                     |      |                   | 토호쿠          |
| 야마가타현 | 1구  | 카노 미치히코     | 2구  | 엔도 타케히코         | 3구  | 치카오카 리이치로 | 4구  | 카토 코이치         |      |                   | 토호쿠          |
| 후쿠시마현 | 1구  | 사토 타츠오       | 2구  | 네모토 타쿠미         | 3구  | 겐바 코이치로     | 4구  | 와타나베 코조       | 5구  | 요시노 마사요시   | 토호쿠          |
| 이바라키현 | 1구  | 아카기 노리히코   | 2구  | 금액 축하 후쿠시로우  | 3구  | 하나시 노부유키   | 4구  | 카지야마 히로시     | 5구  | 오오하타 아키히로 | 키타칸토        |
| 이바라키현 | 6구  | 니와 유우야       | 7구  | 나카무라 키시로우     |      |                   |      |                     |      |                   | 키타칸토        |
| 도치기현   | 1구  | 미즈시마 히로코   | 2구  | 니시카와 코우야       | 3구  | 와타나베 요시미   | 4구  | 사토 츠토무         | 5구  | 모테기 토시미츠   | 키타칸토        |
| 군마현     | 1구  | 사타 겐이치로     | 2구  | 사사가와 타카시       | 3구  | 야츠 요시오       | 4구  | 후쿠다 야스오       | 5구  | 오부치 유코       | 키타칸토        |
| 사이타마현 | 1구  | 타케마사 코우이치 | 2구  | 신도 요시타카         | 3구  | 호소카와 리츠오   | 4구  | 우에다 키요시       | 5구  | 에다노 유키오     | 키타칸토        |
| 사이타마현 | 6구  | 오오시마 아츠시   | 7구  | 나카노 키요시         | 8구  | 키노시타 아츠시   | 9구  | 오오노 마츠시게     | 10구 | 야마구치 타이메이 | 키타칸토        |
| 사이타마현 | 11구 | 코이즈미 류지     | 12구 | 코지마 토시오         | 13구 | 츠치야 시나코     | 14구 | 미츠바야시 타카시   |      |                   | 키타칸토        |
| 지바현     | 1구  | 우스이 히데오     | 2구  | 나가타 히사야스       | 3구  | 마츠노 히로카즈   | 4구  | 노다 요시히코       | 5구  | 타나카 코우       | 미나미칸토      |
| 지바현     | 6구  | 우부카타 유키오   | 7구  | 마츠모토 카즈나       | 8구  | 나가하마 히로유키 | 9구  | 미즈노 켄이치       | 10구 | 하야시 모토오     | 미나미칸토      |
| 지바현     | 11구 | 모리 에이스케     | 12구 | 나카무라 쇼우자부로우 |      |                   |      |                     |      |                   | 미나미칸토      |
| 가나가와현 | 1구  | 사토 켄이치로     | 2구  | 스가 요시히데         | 3구  | 오코노기 하치로   | 4구  | 오오이시 히사코     | 5구  | 타나카 케이슈     | 미나미칸토      |
| 가나가와현 | 6구  | 이케다 모토히사   | 7구  | 스즈키 츠네오         | 8구  | 나카다 히로시     | 9구  | 마츠자와 시게후미   | 10구 | 타나카 카즈노리   | 미나미칸토      |
| 가나가와현 | 11구 | 고이즈미 준이치로 | 12구 | 에자키 요이치로       | 13구 | 아마리 아키라     | 14구 | 후지이 히로히사     | 15구 | 고노 다로         | 미나미칸토      |
| 가나가와현 | 16구 | 카메이 요시유키   | 17구 | 고노 요헤이           |      |                   |      |                     |      |                   | 미나미칸토      |
| 야마나시현 | 1구  | 오자와 사키히토   | 2구  | 호리우치 미츠오       | 3구  | 요코우치 쇼메이   |      |                     |      |                   | 미나미칸토      |
| 도쿄도     | 1구  | 카이에다 반리     | 2구  | 나카야마 요시카츠     | 3구  | 마츠바라 진       | 4구  | 모리타 켄사쿠       | 5구  | 테즈카 요시오     | 도쿄            |
| 도쿄도     | 6구  | 이시이 코키       | 7구  | 나가쓰마 아키라       | 8구  | 이시하라 노부테루 | 9구  | 요시다 코이치       | 10구 | 고바야시 코키     | 도쿄            |
| 도쿄도     | 11구 | 시모무라 하쿠분   | 12구 | 야시로 에이타         | 13구 | 카모시타 이치로   | 14구 | 니시카와 타이이치로 | 15구 | 카기자와 코우지   | 도쿄            |
| 도쿄도     | 16구 | 우다가와 요시오   | 17구 | 히라사와 카츠에이     | 18구 | 간 나오토         | 19구 | 스에마츠 요시노리   | 20구 | 카토 키미카즈     | 도쿄            |
| 도쿄도     | 21구 | 야마모토 조오지   | 22구 | 야마하나 이쿠오       | 23구 | 이토 코스케       | 24구 | 아쿠츠 유키히코     | 25구 | 이시카와 요조     | 도쿄            |
| 니가타현   | 1구  | 요시다 로쿠자에몬 | 2구  | 톤도 모토히코         | 3구  | 이나바 야마토     | 4구  | 쿠리하라 히로히사   | 5구  | 타나카 마키코     | 호쿠리쿠 신에츠 |
| 니가타현   | 6구  | 츠츠이 노부타카   |      |                       |      |                   |      |                     |      |                   | 호쿠리쿠 신에츠 |
| 도야마현   | 1구  | 나가세 진엔       | 2구  | 미야코시 미츠히로     | 3구  | 와타누키 타미스케 |      |                     |      |                   | 호쿠리쿠 신에츠 |
| 이시카와현 | 1구  | 하세 히로시       | 2구  | 모리 요시로           | 3구  | 가와라 쓰토무     |      |                     |      |                   | 호쿠리쿠 신에츠 |
| 후쿠이현   | 1구  | 마츠미야 이사오   | 2구  | 마키노 타카모리       | 3구  | 타카기 츠요시     |      |                     |      |                   | 호쿠리쿠 신에츠 |
| 나가노현   | 1구  | 코사카 켄지       | 2구  | 무라이 진             | 3구  | 하타 쓰토무       | 4구  | 고토 시게유키       | 5구  | 미야시타 소헤이   | 호쿠리쿠 신에츠 |
| 기후현     | 1구  | 노다 세이코       | 2구  | 타나하시 야수후미     | 3구  | 무토 카분         | 4구  | 카네코 카즈요시     | 5구  | 후루야 케이지     | 토카이          |
| 시즈오카현 | 1구  | 카와카미 요코     | 2구  | 하라다 쇼조           | 3구  | 야나기사와 하쿠오 | 4구  | 모치즈키 요시오     | 5구  | 사이토 토시츠구   | 토카이          |
| 시즈오카현 | 6구  | 와타나베 슈       | 7구  | 호소노 고우시         | 8구  | 스즈키 야스토모   | 9구  | 쿠마가이 히로시     |      |                   | 토카이          |
| 아이치현   | 1구  | 카와무라 타카시   | 2구  | 후루카와 모토히사     | 3구  | 콘도 쇼우이치     | 4구  | 모키 요시오         | 5구  | 아카마쓰 히로타카 | 토카이          |
| 아이치현   | 6구  | 마에다 유우키치   | 7구  | 코바야시 켄지         | 8구  | 오오키 히로시     | 9구  | 가이후 도시키       | 10구 | 사토 칸쥬         | 토카이          |
| 아이치현   | 11구 | 이토 에이세이     | 12구 | 스기우라 세이켄       | 13구 | 오오무라 히데아키 | 14구 | 아사노 카츠히토     | 15구 | 야마모토 아키히코 | 토카이          |
| 미에현     | 1구  | 카와사키 지로     | 2구  | 나카가와 마사하루     | 3구  | 오카다 가쓰야     | 4구  | 타무라 노리히사     | 5구  | 후지나미 타카오   | 토카이          |
| 시가현     | 1구  | 가와바타 다쓰오   | 2구  | 코니시 아키라         | 3구  | 이와나가 미네이치 |      |                     |      |                   | 킨키            |
| 교토부     | 1구  | 이부키 분메이     | 2구  | 마에하라 세이지       | 3구  | 오쿠야마 시게히코 | 4구  | 노나카 히로무       | 5구  | 타니가키 사다카즈 | 킨키            |
| 교토부     | 6구  | 히시다 요시아키   |      |                       |      |                   |      |                     |      |                   | 킨키            |
| 오사카부   | 1구  | 츄우마 코우키     | 2구  | 사토 아키라           | 3구  | 타바타 마사히로   | 4구  | 나카야마 마사키     | 5구  | 타니구치 타카요시 | 킨키            |
| 오사카부   | 6구  | 후쿠시마 유타카   | 7구  | 후지무라 오사무       | 8구  | 나카노 칸세이     | 9구  | 오오타니 노부모리   | 10구 | 쓰지모토 기요미   | 킨키            |
| 오사카부   | 11구 | 히라노 히로후미   | 12구 | 다루토코 신지         | 13구 | 시오카와 마사주로 | 14구 | 타니하타 타카시     | 15구 | 타케모토 나오카즈 | 킨키            |
| 오사카부   | 16구 | 키타가와 카즈오   | 17구 | 오카시타 노부코       | 18구 | 나카야마 타로     | 19구 | 마츠나미 켄시로     |      |                   | 킨키            |
| 효고현     | 1구  | 이시이 하지메     | 2구  | 아카바 카즈요시       | 3구  | 도이 류이치       | 4구  | 이노우에 키이치     | 5구  | 타니 요이치       | 킨키            |
| 효고현     | 6구  | 고이케 유리코     | 7구  | 도이 다카코           | 8구  | 후유시바 테츠조   | 9구  | 미야모토 이치조     | 10구 | 토카이 키사부로   | 킨키            |
| 효고현     | 11구 | 마츠모토 타케아키 | 12구 | 야마구치 소우         |      |                   |      |                     |      |                   | 킨키            |
| 나라현     | 1구  | 모리오카 마사히로 | 2구  | 타키 마코토           | 3구  | 오쿠노 세이스케   | 4구  | 타노세 료타로       |      |                   | 킨키            |
| 와카야마현 | 1구  | 타니모토 타츠야   | 2구  | 키시모토 미츠조       | 3구  | 니카이 토시히로   |      |                     |      |                   | 킨키            |
| 돗토리현   | 1구  | 이시바 시게루     | 2구  | 아이자와 히데유키     |      |                   |      |                     |      |                   | 중국            |
| 시마네현   | 1구  | 호소다 히로유키   | 2구  | 타케시타 와타루       | 3구  | 카메이 히사오키   |      |                     |      |                   | 중국            |
| 오카야마현 | 1구  | 봉택이치로        | 2구  | 쿠마시로 아키히코     | 3구  | 히라누마 타케오   | 4구  | 하시모토 류타로     | 5구  | 무라타 요시타카   | 중국            |
| 히로시마현 | 1구  | 키시다 후미오     | 2구  | 아와야 토시노부       | 3구  | 마스하라 요시타케 | 4구  | 나카가와 히데나오   | 5구  | 이케다 유키히코   | 중국            |
| 히로시마현 | 6구  | 가메이 시즈카     | 7구  | 미야자와 요이치       |      |                   |      |                     |      |                   | 중국            |
| 야마구치현 | 1구  | 타카무라 마사히코 | 2구  | 히라오카 히데오       | 3구  | 카와무라 타케오   | 4구  | 아베 신조           |      |                   | 중국            |
| 도쿠시마현 | 1구  | 센고쿠 요시토     | 2구  | 야마구치 슌이치       | 3구  | 고토다 마사즈미   |      |                     |      |                   | 시코쿠          |
| 가가와현   | 1구  | 후지모토 타카오   | 2구  | 키무라 요시오         | 3구  | 오오노 요시노리   |      |                     |      |                   | 시코쿠          |
| 에히메현   | 1구  | 세키야 카츠히데   | 2구  | 무라카미 세이이치로   | 3구  | 오노 신야         | 4구  | 야마모토 코우이치   |      |                   | 시코쿠          |
| 고치현     | 1구  | 후쿠이 테루       | 2구  | 나카타니 겐           | 3구  | 야마모토 유지     |      |                     |      |                   | 시코쿠          |
| 후쿠오카현 | 1구  | 마츠모토 류       | 2구  | 야마자키 타쿠         | 3구  | 오타 세이이치     | 4구  | 와타나베 토모요시   | 5구  | 하라다 요시아키   | 큐슈            |
| 후쿠오카현 | 6구  | 코가 마사히로     | 7구  | 코가 마코토           | 8구  | 아소 다로         | 9구  | 키타하시 켄지       | 10구 | 지미 쇼자부로     | 큐슈            |
| 후쿠오카현 | 11구 | 야마모토 고조     |      |                       |      |                   |      |                     |      |                   | 큐슈            |
| 사가현     | 1구  | 사카이 타카노리   | 2구  | 이마무라 마사히로     | 3구  | 호리 코스케       |      |                     |      |                   | 큐슈            |
| 나가사키현 | 1구  | 타카기 요시아키   | 2구  | 큐마 후미오           | 3구  | 토라시마 카즈오   | 4구  | 키타무라 세이고     |      |                   | 큐슈            |
| 구마모토현 | 1구  | 마츠노 요리히사   | 2구  | 노다 타케시           | 3구  | 마츠오카 토시카츠 | 4구  | 소노다 히로유키     | 5구  | 카네코 야스시     | 큐슈            |
| 오이타현   | 1구  | 쿠기미야 반       | 2구  | 에토 세이시로         | 3구  | 이와야 타케시     | 4구  | 요코미츠 카츠히코   |      |                   | 큐슈            |
| 미야자키현 | 1구  | 나카야마 나리아키 | 2구  | 에토 타카미           | 3구  | 모치나가 카즈미   |      |                     |      |                   | 큐슈            |
| 가고시마현 | 1구  | 야스오카 오키하루 | 2구  | 토쿠다 토라오         | 3구  | 미야지 카즈아키   | 4구  | 코사토 야스히로     | 5구  | 야마나카 사다노리 | 큐슈            |
| 오키나와현 | 1구  | 시라호 타이이치   | 2구  | 나카무라 세이지       | 3구  | 토우몬 미츠코     |      |                     |      |                   | 큐슈            |

### 이 선거로 비례구 당선
자민당   민주당   공명당   공산당   자유당   사민당 
|    | 홋카이도          | 토호쿠              | 키타칸토          | 미나미칸토        | 도쿄                | 호쿠리쿠 신에츠   | 토카이          | 킨키              | 추고쿠            | 시코쿠          | 큐슈              |
| -- | ----------------- | ------------------- | ----------------- | ----------------- | ------------------- | ----------------- | --------------- | ----------------- | ----------------- | --------------- | ----------------- |
| 1  | 나카자와 켄지     | 미노리카와 히데후미 | 나카소네 야스히로 | 마츠자키 키미아키 | 이와쿠니 테츤도     | 타카토리 오사무   | 야마타니 에리코 | 타카이치 사나에   | 미야자와 기이치   | 니시다 마모루   | 시모지 미키오     |
| 2  | 스즈키 무네오     | 히노 이치로         | 카네코 젠지로     | 하마다 야스카즈   | 마츠시마 미도리     | 호리고메 이쿠오   | 후지이 타카오   | 야마노이 카즈노리 | 야마우치 오사무   | 고토 마사노리   | 하라구치 가즈히로 |
| 3  | 카네타 세이이치   | 스가와라 키쥬로     | 모리야마 마유미   | 하야마 슌         | 조지마 마사미츠     | 하기야마교엄      | 이토 츄지       | 이케노보 야스코   | 하야시 요시로     | 모리타 하지메   | 미츠시타 타다히로 |
| 4  | 마루야 카오리     | 아라이 히로유키     | 이시이 케이이치   | 이치카와 유이치   | 후와 테츠조         | 쿠와바라 유타카   | 스기야마 노리오 | 코쿠타 케이지     | 사이토 데쓰오     | 엔도 카즈요시   | 간자키 다케노리   |
| 5  | 이와쿠라 히로후미 | 칸노 테츠오         | 야마오카 켄지     | 와타나베 히로미치 | 아즈마 쇼조         | 타치바나 코우타로 | 사카구치 치카라 | 야나기모토 타쿠지 | 히라바야시 코조   | 시치죠 아키라   | 시게노 야스마사   |
| 6  | 코다마 켄지       | 오기노 코우키       | 코바야시 마모루   | 히다카 타케시     | 오타 아키히로       | 이치카와 야스오   | 시마 사토시     | 야마모토 츠토무   | 야마다 토시마사   | 하루나 마코토장 | 하야시다 타케시   |
| 7  | 미츠이 와키오     | 콘타 야스스케       | 야지마 츠네오     | 시이 카즈오       | 하토야마 구니오     | 야마구치 와카코   | 사사가와 켄쇼   | 니시무라 신고     | 카네코 테츠오     |                 | 카와우치 히로시   |
| 8  | 야마우치 케이코   | 이노우에 요시히사   | 나카야마 토시오   | 아베 토모코       | 사메지마 무네아키   | 키지마 히데오     | 나카이 히로시   | 나카가와 토모코   | 나카바야시 요시코 |                 | 후지시마 마사유키 |
| 9  |                   | 쿠도 켄타로         | 히모리 후미히로   | 고토 히토시       | 이노우에 카즈오     | 우루시바라 요시오 | 요시다 유키히로 | 니시 히로요시     | 타니가와화수      |                 | 오자와 카즈아키   |
| 10 |                   | 마츠모토 젠메이     | 타나미 타네아키   | 요네다 켄조       | 야마구치 토미오     | 이와사키 타다오   | 반노 유타카     | 이시이 이쿠코     | 사토 코지         |                 | 니시카와 쿄코     |
| 11 |                   | 사카모토 고우지     | 오미 코지         | 오오이데 아키라   | 스즈키 요시오       | 오쿠다 켄         | 오오시마 레이코 | 사카우에 요시히데 | 마스야 케이고     |                 | 히가시 쥰지       |
| 12 |                   | 사토 타카오         | 아오야마 후미     | 카와카미 노부오   | 호사카 노부토       |                   | 아오야마 언덕   | 카기타 세츠야     |                   |                 | 나라자키 킨야     |
| 13 |                   | 쿠마가이 이치오     | 타케야마 유리코   | 지츠카와 유키오   | 이토 다쓰야         |                   | 마키노 세이슈   | 니시노 햇빛       |                   |                 | 나카니시 세키스케 |
| 14 |                   | 타카하시 요시노부   | 코이즈미 토시아키 | 츠치다 류시       | 타카기 요스케       |                   | 카와이 마사토모 | 이에니시 사토루   |                   |                 | 호리노우치 히사오 |
| 15 |                   |                     | 마스다 토시오     | 오오모리 타케시   | 이시게?자           |                   | 타니다 타케히코 | 야마나 야스히데   |                   |                 | 오오하라 이치조   |
| 16 |                   |                     | 시오카와 테츠야   | 스토 노부히코     | 타카하시 이치로     |                   | 야마무라 타케시 | 요시이 히데카츠   |                   |                 | 코가 잇세이       |
| 17 |                   |                     | 하스미 스스무     | 나카모토 타에이   | 나카츠가와 히로사토 |                   | 세코 유키코     | 시오타 스스무     |                   |                 | 에다 야스유키     |
| 18 |                   |                     | 이가라시 후미히코 | 하라 요코         |                     |                   | 츠즈키 유즈루   | 오쿠타니 토오루   |                   |                 | 야마다 마사히코   |
| 19 |                   |                     | 우에타케 시게오   | 나가이 에이지     |                     |                   | 키무라 타카히데 | 히다 미요코       |                   |                 | 카카즈 치켄       |
| 20 |                   |                     | 와카마츠 카네시게 | 우에다 이사무     |                     |                   | 츠가와 쇼고     | 키타가와 렌코     |                   |                 | 이마가와 마사미   |
| 21 |                   |                     |                   | 사쿠라다 요시타카 |                     |                   | 쿠라타 마사토시 | 쿠보 테츠지       |                   |                 | 아카미네 세이켄   |
| 22 |                   |                     |                   |                   |                     |                   |                 | 후지키 요코       |                   |                 |                   |
| 23 |                   |                     |                   |                   |                     |                   |                 | 하야시 쇼노스케   |                   |                 |                   |
| 24 |                   |                     |                   |                   |                     |                   |                 | 타마키 카즈야     |                   |                 |                   |
| 25 |                   |                     |                   |                   |                     |                   |                 | 스나다 케이스케   |                   |                 |                   |
| 26 |                   |                     |                   |                   |                     |                   |                 | 나카무라 테츠지   |                   |                 |                   |
| 27 |                   |                     |                   |                   |                     |                   |                 | 아카마츠 마사오   |                   |                 |                   |
| 28 |                   |                     |                   |                   |                     |                   |                 | 나카츠카 카즈히로 |                   |                 |                   |
| 29 |                   |                     |                   |                   |                     |                   |                 | 오오하타 모토오   |                   |                 |                   |
| 30 |                   |                     |                   |                   |                     |                   |                 | 우에다 무네노리   |                   |                 |                   |

### 이 선거로 첫당선
※첫당선자 가운데, 참의원의원 경험자에게는 「※」의 표시가 있습니다.

#### 자유민주당
- 이와쿠라 히로후미
- 이와사키 타다오
- 오오키 히로시※
- 오카시타 노부코
- 오부치 유코

- 카지야마 히로시
- 쿠라타 마사토시
- 고토다 마사즈미
- 코니시 아키라
- 사토 아키라

- 타카기 츠요시
- 타케시타 와타루
- 타니다 타케히코
- 나카모토 타에이
- 니시카와 쿄코

- 하세 히로시※
- 하야시 쇼노스케
- 히시다 요시아키
- 후쿠이 테루
- 마츠시마 미도리

- 마츠노 히로카즈
- 마츠미야 이사오
- 미츠바야시 타카시
- 미야자와 요이치
- 모리오카 마사히로

- 야마모토 아키히코
- 요시노 마사요시

#### 민주당
- 아쿠츠 유키히코
- 이노우에 카즈오
- 에자키 요이치로
- 오오이시 히사코
- 오오이데 아키라
- 오오시마 아츠시
- 오오타니 노부모리
- 카토 키미카즈
- 카네코 젠지로
- 카마타 사유리

- 키노시타 아츠시
- 쿠기미야 반※
- 코이즈미 토시아키
- 고토 시게유키
- 고토 히토시
- 코바야시 켄지
- 콘노 아즈마
- 스즈키 야스토모
- 스토 노부히코
- 타케마사 코우이치

- 츠가와 쇼고
- 테즈카 요시오
- 나가타 히사야스
- 나카츠가와 히로사토
- 나가쓰마 아키라
- 나카무라 테츠지
- 나라자키 킨야
- 반노 유타카
- 히라오카 히데오
- 호소노 고우시

- 마에다 유우키치
- 모키 요시오
- 마츠노 요리히사
- 마츠바라 진
- 마츠모토 타케아키
- 미즈시마 히로코
- 미츠이 와키오
- 야마우치 오사무
- 야마다 토시마사
- 야마타니 에리코

- 야마노이 카즈노리
- 야마하나 이쿠오
- 야마무라 타케시

#### 공명당
- 에다 야스유키

#### 자유당
- 키카와다 토오루
- 사토 코지
- 타카하시 요시노부
- 츠즈키 유즈루※
- 나카츠카 카즈히로

- 히다카 타케시
- 후지시마 마사유키

#### 일본 공산당
- 아카미네 세이켄
- 오오하타 모토오
- 시오카와 테츠야
- 야마구치 토미오

#### 사회민주당
- 아베 토모코
- 이마가와 마사미
- 우에다 무네노리
- 오오시마 레이코
- 카네코 테츠오

- 칸노 테츠오
- 키타가와 렌코
- 시게노 야스마사
- 토우몬 미츠코
- 하라 요코

- 히모리 후미히로
- 야마우치 케이코
- 야마구치 와카코

#### 무소속의 회
- 미무라 신고

#### 무소속
- 우다가와 요시오
- 카네코 야스시
- 카와카미 요코
- 키타무라 세이고
- 코이즈미 류지

- 톤도 모토히코
- 타니모토 타츠야
- 히라이 타쿠야
- 마스하라 요시타케
- 야마구치 소우

### 이 선거로 복귀

#### 자유민주당
- 이와야 타케시
- 시오카와 마사주로
- 시오자키 야스히사
- 토카이 키사부로
- 하토야마 구니오

#### 민주당
- 아라이 사토시
- 이가라시 후미히코
- 사토 칸쥬
- 사메지마 무네아키
- 타나미 타네아키

- 츠츠이 노부타카
- 나가하마 히로유키
- 노다 요시히코
- 마키노 세이슈

#### 공명당
- 타카기 요스케
- 야마나 야스히데

#### 자유당
- 쿠도 켄타로
- 츠치다 류시
- 야마오카 켄지
- 야마다 마사히코

#### 일본 공산당
- 오자와 카즈아키

#### 자유 연합
- 토쿠다 토라오

#### 무소속
- 카기자와 코우지

### 이 선거로 은퇴·불출마

#### 자유민주당
- 오쿠다간생
- 오자와 키요시
- 쿠지라오카 효우스케
- 쿠노 토우이치로우
- 사카모토30차

- 앵내 요시오
- 사토 메구미
- 세키야 카츠히데
- 다케시타 노보루
- 타나카 쇼우이치

- 다나베 구니오
- 하라 겐자부로
- 미츠바야시미타로
- 무라타 케이지로
- 무라야마 타츠오

- 야마시타 토쿠오

#### 민주당
- 이케하타 세이치
- 칸다 아츠시
- 하타 사카에 지로

#### 공명당
- 이시다행시로
- 오오미 미기부
- 오사나이 쥰이치
- 쿠라타 사카키
- 후쿠토메 야스시 창고

- 미야지 타다시개

#### 자유당
- 곤도오 츠네오
- 니시무라 아키라3
- 요네쓰 히토시

#### 일본 공산당
- 카네코 미츠루광
- 십제일
- 테라마에 겐
- 중로마사히로
- 후지타 스미

- 후루겐 사네요시
- 야마하라 켄지로우

#### 사회민주당
- 무라야마 도미이치
- 이토 시게루
- 키타자와 세이코
- 후카다 하지메

#### 보수당
- 가토 무쓰키

#### 개혁 클럽
- 오자와 타츠오

#### 무소속
- 아사히도 야마와 야스시

### 이 선거로 낙선

#### 자유민주당
- 아이치 카즈오
- 이이지마 타다요시
- 정 오쿠 사다오
- 이시자키 가쿠
- 이나가키 미노루남
- 이마이 히로시
- 이와시타 에이치
- 에구치 카즈오
- 에토 사토시덕
- 에토우 세이치

- 엔도 토시아키
- 오카베영남
- 오가와 겐
- 오치통웅
- 카스야무
- 카토 타카시2
- 카와이 카츠유키
- 키베 요시아키
- 키무라 츠토무
- 쿠라나리 마사카즈

- 가와모토 사부로
- 코스기 타카시
- 고바야시 타몬
- 사쿠라이욱3
- 사쿠라이 아라타
- 사토 다카유키
- 사토우마코토2
- 시오타니립
- 시마무라의신
- 시라카와 카츠히코

- 소노다 오사무빛
- 다마자와 토쿠이치로우
- 토이전철
- 나카오 에이치
- 나카노 마사시
- 노세 카즈코
- 노송전인
- 후카야 타카시
- 후쿠나가 노부히코
- 후지모토 타카오

- 후나다 겐
- 호즈미 요시유키
- 마츠나가 히카루
- 마츠모토 쥰
- 미야지마 대전
- 목편신
- 야가미아의
- 야마나카 아키코
- 요사노 가오루

#### 민주당
- 이시바시 대길
- 이와타순개
- 우에하라 야스시조
- 키타무라 테츠오
- 코바타 히로미치

- 사카가미 토미오
- 시부야 오사무
- 시마즈 히사시순
- 츠지 카즈히코
- 부택독굉

- 중동신고
- 반전선3
- 후지타 유키히사
- 마에다 타케시
- 마츠모토유자

- 야마모토 타카후미
- 요시다 오사무

#### 공명당
- 돌담 가즈오
- 엔도을언
- 대규모 요시노리
- 오노 유리코
- 쿠사카와 쇼우조우

- 사토 시게키
- 토미타 시게유키
- 히라타미 남

#### 자유당
- 암천가인
- 사사야마 노보루생
- 후타미 노부아키
- 악연토시유키

#### 일본 공산당
- 사사키륙해
- 나카지마 타케시민
- 히가시나카 미츠오
- 히라가 타카나리

#### 사회민주당
- 키쿠치동
- 지쿠마 약간자
- 하타케야마 켄지로우
- 하마다 켄이치

#### 보수당
- 아오키 히로유키
- 아베기웅
- 이노우에 카즈나리
- 에자키철마
- 오카지마 마사유키

- 사사키 요헤
- 나카니시 케스케
- 나카무라 예일
- 니시다 타케시
- 미사와 쥰

#### 개혁 클럽
- 이시다 카츠유키
- 나미키 마사요시
- 니시카와 사토루 수컷
- 마에다 타다시

#### 자유 연합
- 쿠리모토 신이치로우

#### 무소속
- 오오이시 히데마사
- 쿠리하라 유타카강
- 사사키 류3
- 타케무라 마사요시

## 선거 후

### 국회
제148대 특별국회
회기：2000년（헤이세이 12년）7월 4일 - 7월 6일
- 중의원 의장 선거（투표수：479, 과반수：240）

와타누키 다미스케（자유민주당)：286표
와타나베 코조（무소속의 회)：2표
이시이 하지메（민주당)：1표
도쿠다 도라오（자유연합)：1표
무효：189표
- 중의원 부의장 선거（투표수：479, 과반수：240）

와타나베 코조 (무소속의 회)：287표
이시이 하지메 (민주당)：189표
무효 : 3표
- 수반지명 선거 (중의원 의결, 투표수：479, 과반수：240）

모리 요시로 (자유민주당)：281표
하토야마 유키오 (민주당)：186표
오자와 이치로 (자유당)：22표
후와 테츠조 (공산당)：20표
도이 다카코 (사회민주당)：19표
카기자와 코우지 (무소속)：1표
토쿠다 토라오 (자유연합)：1표
시이나 모토오 (무소속의 회)：1표
무효：1표